# La Madelaine-sous-Montreuil
La Madelaine-sous-Montreuil és un municipi francès situat al departament del Pas de Calais i a la regió dels Alts de França. L'any 2007 tenia 169 habitants.

## Demografia

### Població
El 2007 la població de fet de La Madelaine-sous-Montreuil era de 169 persones. Hi havia 63 famílies de les quals 16 eren unipersonals (8 homes vivint sols i 8 dones vivint soles), 13 parelles sense fills, 21 parelles amb fills i 13 famílies monoparentals amb fills.
La població ha evolucionat segons el següent gràfic:
Habitants censats

### Habitatges
El 2007 hi havia 94 habitatges, 67 eren l'habitatge principal de la família, 26 eren segones residències i 1 estava desocupat. 87 eren cases i 6 eren apartaments. Dels 67 habitatges principals, 56 estaven ocupats pels seus propietaris, 9 estaven llogats i ocupats pels llogaters i 1 estava cedit a títol gratuït; 4 tenien dues cambres, 6 en tenien tres, 15 en tenien quatre i 42 en tenien cinc o més. 57 habitatges disposaven pel capbaix d'una plaça de pàrquing. A 32 habitatges hi havia un automòbil i a 31 n'hi havia dos o més.

### Piràmide de població
La piràmide de població per edats i sexe el 2009 era:
| Homes | Edats   | Dones |
| ----- | ------- | ----- |
| 0     | 95 o +  | 0     |
| 0     | 90 a 94 | 0     |
| 0     | 85 a 89 | 0     |
| 0     | 80 a 84 | 0     |
| 4     | 75 a 79 | 4     |
| 0     | 70 a 74 | 0     |
| 4     | 65 a 69 | 0     |
| 8     | 60 a 64 | 4     |
| 0     | 55 a 59 | 16    |
| 4     | 50 a 54 | 8     |
| 4     | 45 a 49 | 4     |
| 12    | 40 a 44 | 8     |
| 0     | 35 a 39 | 4     |
| 4     | 30 a 34 | 0     |
| 8     | 25 a 29 | 0     |
| 0     | 20 a 24 | 0     |
| 4     | 15 a 19 | 4     |
| 0     | 10 a 14 | 8     |
| 8     | 5 a 9   | 0     |
| 0     | 0 a 4   | 4     |

## Economia
El 2007 la població en edat de treballar era de 112 persones, 79 eren actives i 33 eren inactives. De les 79 persones actives 76 estaven ocupades (39 homes i 37 dones) i 3 estaven aturades (2 homes i 1 dona). De les 33 persones inactives 10 estaven jubilades, 17 estaven estudiant i 6 estaven classificades com a «altres inactius».

### Ingressos
El 2009 a La Madelaine-sous-Montreuil hi havia 71 unitats fiscals que integraven 171 persones, la mediana anual d'ingressos fiscals per persona era de 20.068 €.

### Activitats econòmiques
Dels 9 establiments que hi havia el 2007, 2 eren d'empreses de construcció, 1 d'una empresa de comerç i reparació d'automòbils, 4 d'empreses d'hostatgeria i restauració, 1 d'una empresa immobiliària i 1 d'una empresa de serveis.
Dels 5 establiments de servei als particulars que hi havia el 2009, 1 era un guixaire pintor, 1 fusteria i 3 restaurants.

## Poblacions més properes
El següent diagrama mostra les poblacions més properes.